# Пу Ји
Пу Ји (Чуен палата, 7. фебруар 1906- Пекинг, 17. октобар 1967) је био последњи владар из династије Ћинг и последњи кинески цар. Био је син Zaifeng, Prince Chun и Youlan. на трон је дошао 2. децембра 1908. године, са само две године те, преко својих регента Владао је од 2. децембар 1908. године, као малолетан уз помоћ свога стрица Заифенга, а његов владајући наслов Xуантонг (кинески: 宣統), по којем је такође познат, објављен је на кинеску Нову годину 22. јануар 1909. године. После Синхајске револуције 1911. године, Пу Ји је био присиљен да абдицира 12. фебруара 1912. године и одрекне се свога права да буде цар, али задржавајући само номинално наслов владара династије Ћинг и царског клана Аисин Гиоро. Од 1. до 12. јула 1917. био је накратко враћен на царски престо од стране војсковође Чан Суна. У Забрањеном граду остао је све до 5. новембра 1924. године, када га је војсковођа Фен Јусјан протерао.
Године 1932, након што је Јапан формирао марионетску творевину Манџукуо, Пу Ји је постављен на чело творевине под именом Датонг (Та-тунг). Две године касније, 1. марта 1934. године Јапан га је прогласио царем Кангдеом од Манџукуоа, којим је владао све до 1945. године. Пу Јиова царица била је Ванронг, али поред ње имао је и неколико конкубина. После капитулације Јапана, Пу Ји је завршио прво у совјетском заточеништву 1945.–1950. године. Након успоставе Народне Републике Кине 1949. године, Пу Ји је десет година провео у притвору као колаборациониста, где је написао своје мемоаре. До краја живота је био под сталним надзором, али није доживео и јавно срамоћење као неки његови савременици. Након преквалификације Пу Ји је почео радити као обичан вртлар и оженио се медицинском сестром. Године 1964. постаје члан Народне политичке консултативне конференције Кине и остаје члан све до своје смрти.
Умро од компликација узрокованих карциномом бубрега и срчаном маном, 17. октобра 1967. године у Пекингу. Сахрањен је као обичан грађанин у Кини и стога није добио традиционално постхумно име које су сви дотадашњи цареви имали.
Изван Кине је Пу Ји данас најпознатији по филму Бернарда Бертолучија Последњи кинески цар из 1987. године, који је темељен на Пу Јиовој аутобиографији.

## Цар Кине (1908–1912)
Изабран од царице удовице Циси, Пу Jи је постао цар са две године и 10 месеци у децембру 1908. године након што је Гуанг-сји цар, Пујиев полу-ујак, умро без деце 14. новембра. Под називом Цар Сјуентонг (Вејд-Џајлс: Цар Сјуен-тунг), Пујиево упознавање са царевим животом започело је када су службеници палате стигли у његову породичну резиденцију да га одведу. Увече 13. новембра 1908. године, без икаквог претходног обавештења, поворка евнуха и гардиста предвођена палатским коморник кренула је из Забрањеног града у Северни дворац да би обавестила принца Чуна да они одводе његовог двогодишњег сина Пу Jи-а да буде нови цар. Малишан Пу Jи је вриштао и пружао отпор док су службеници наредили евнушким слугама да га узму. Пу Jи-еви родитељи ништа нису рекли када су сазнали да губе сина. Док је Пу Jи плакао, вриштећи да не жели да напусти родитеље, био је присиљен у носиљку која га је одвела натраг у Забрањени град. Пу Jи-ева дојиља Ванг Лианшоу била је једина особа из Северне палате којој је дозвољено да иде с њим. По доласку у Забрањени град, Пу Jи је одведен да види Циси.
Његов отац, принц Чуен, постао је принц регент (摄政王). Током Пу Ји-евог крунисања у Дворани врховне хармоније 2. децембра 1908, младог цара је његов отац однео на Змајев престо. Пу Ји-а су уплашили призори испред њега и заглушујући звуци свечаних бубњева и музике, и почео је да плаче. Његов отац није могао да учини ништа осим да га тихо утеши: „Не плачи, ускоро ће бити готово“. Пу Ји је написао у својој аутобиографији:
Два дана након што сам ушао у палату, Циси је умрла и 2. децембра одржала се „Велика церемонија устоличења“, церемонија коју сам упропастио својим сузама. 
Пу Ји није видео своју биолошку мајку, принцезу Консорт Чуен, наредних седам година. Развио је посебну везу са Ванг и она је била једина особа која је могла да га контролише. Она је била отпремљена када је он имао осам година. Након што се Пу Ји оженио, повремено би је доводио у Забрањени град, а касније и Манџукуо, да га посети. Након његовог посебног помиловања владе 1959. године, она је посетила свог усвојеног сина и тек тада је сазнао за њена лична жртвовања да би била његова дадиља.
Одрастајући једва са било каквим сећањем на време када му нису удовољавали и поштовали га, Пу Ји је брзо постао размажен. Одрасли у његовом животу, осим Ванга, били су сви странци, удаљени, дистанцирани, и нису могли да га дисциплинују. Где год би ишао, одрасли мушкарци би клекнули у ритуалном коутоу, одвраћајући поглед док он не би прошао. Убрзо је открио апсолутну моћ којом је поседовао евнухе и често је налагао да буду претучени због малих преступа. Као цару, удовољавано је свим Пујевим хировима, док те мере да му нико никада није рекао не, претварајући га у садистичког дечака који је волео да налаже бичевање евнуха. Англо-француски новинар Едвард Бехр написао је о Пу Ји-евој моћи као кинеском цару, која му је омогућавала да испаљује ваздушну пушку на било кога ко му се не допада:
Цар је био Божанско биће. Није му се могло замерити, нити казнити га. Могао би му се само саветовати да лоше поступа са недужним евнусима, а ако on одлучи да на њих пуца из ваздушне пушке, то је био његов прерогатив.— Едвард Бехр
Пу Ји је касније изјавио: „Бичевање евнуха био је део моје свакодневне рутине. Моја окрутност и љубав према изражавању моћи већ су били сувише чврсто постављени да би наговарање имало икаквог утицаја на мене“. Британски историчар Алекс фон Танзелман написала је да већина људи у западу познаје Пу Ји-еву причу тек из филма Последњи цар из 1987. године, који његову окрутност знатно умањује.

## Породично стабло
|  |                         |  |  |  |  |  |  |  |  |  |  |  |  |  |  |  |
|  | 2. Zaifeng, Prince Chun |  |  |  |  |  |  |  |  |  |  |  |  |  |  |  |
|  |                         |  |  |  |  |  |  |  |  |  |  |  |  |  |  |  |
|  |                         |  |  |  |  |  |  |  |  |  |  |  |  |  |  |  |
|  | 1. Пу Ји                |  |  |  |  |  |  |  |  |  |  |  |  |  |  |  |
|  |                         |  |  |  |  |  |  |  |  |  |  |  |  |  |  |  |
|  |                         |  |  |  |  |  |  |  |  |  |  |  |  |  |  |  |
|  | 3. Youlan               |  |  |  |  |  |  |  |  |  |  |  |  |  |  |  |
|  |                         |  |  |  |  |  |  |  |  |  |  |  |  |  |  |  |
|  |                         |  |  |  |  |  |  |  |  |  |  |  |  |  |  |  |

### Пуијеви радови
- Пуијева аутобиографија – коју је у његово име написао Ли Венда. Наслов кинеске књиге обично се преводи као „Од цара до грађанина“. Књига је поново објављена у Кини 2007. у новој исправљеној и ревидираној верзији. Многе реченице које су биле избрисане у верзији из 1964. пре објављивања сада су укључене.
  - Aisin-Gioro, Puyi (2002) [1964]. <bdi lang="zh" >我的前半生 [The First Half of My Life; From Emperor to Citizen: The Autobiography of Aisin-Gioro Puyi] (на језику: кинески). Foreign Languages Press. ISBN 978-7-119-00772-4. – original
  - Pu Yi, Henry (2010) [1967]. The Last Manchu: The Autobiography of Henry Pu Yi, Last Emperor of China. Skyhorse Publishing. ISBN 978-1-60239-732-3.  – translation

### Радови других
- Behr, Edward (1987). The Last Emperor. Toronto: Futura. ISBN 978-0-7088-3439-8.

Companion to Bernardo Bertolucci's film of the same name.
- Driscoll, Mark (2010). Absolute Erotic, Absolute Grotesque: The Living, The Dead, and The Undead in Japan's Imperialism, 1895–1945. Durnham: Duke University Press. ISBN 978-0822347613.713189|url=https://archive.org/details/chiangkaishekchi00fenb}}
- Fenby, Jonathan (2004). Chiang Kai-shek China's Generalissimo and the Nation He Lost. New York: Carroll & Graf.
- Headland, Isaac Taylor (1909). Court Life in China. F.H. Revell. ISBN 978-0-585-15029-1.
- Johnston, Reginald Fleming (2008). Twilight in the Forbidden City. Soul Care Publishing. ISBN 978-0-9680459-5-4.
- Li Shuxian (2006) [1984]. My Husband Puyi: Puyi yu wo / [Li Shuxian kou shu ; Wang Qingxiang zheng li ; Changchun shi zheng xie wen shi zi liao yan jiu wei yuan hui bian]. Chuan guo xin hua shu dian jing xiao. ISBN 978-7-208-00167-1.

By Puyi's fifth wife Li Shuxian. Memories of their life together were ghost written by Wang Qingxian. An English version translated by Ni Na was published by China Travel and Tourism Press.
- Weinberg, Gerhard (2005). A World In Arms: a Global History of World War II. Cambridge: Cambridge University Press. ISBN 978-0-521-61826-7.
- Young, Louise (1998). Japan's Total Empire: Manchuria and the Culture of Wartime Imperialism. Los Angeles: University of California Press. ISBN 978-0520219342.